# Nsoatreman FC
El Nsoatreman FC es un equipo de fútbol de Ghana que juega en la Liga de fútbol de Ghana, la primera división nacional.

## Historia
Fue fundado en el año 2021 en la ciudad de Nsoatre de la Región de Bono y en su primera temporada ganó la Ghana Division One y consiguió el ascenso a la Liga de fútbol de Ghana.
En 2024 el Nsoatreman terminó en noveno lugar en la primera división y ganó la Ghana FA Cup venciendo en la final al Bofoakwa Tano 5–4 en penales.
Su primera aparición en una competición internacional fue en la Copa Confederación de la CAF 2024-25 donde fue eliminado en la segunda ronda por el CS Constantine de Argelia.

## Palmarés
- Ghana FA Cup (1): 2024
- Ghana Division One (1): 2021

## Participación en competiciones de la CAF
| Temporada | Torneo                       | Ronda         | Club           | Casa | Visita | Global |
| --------- | ---------------------------- | ------------- | -------------- | ---- | ------ | ------ |
| 2024/25   | Copa Confederación de la CAF | Primera ronda | Elect-Sport FC | 3-0  | 2-0    | 5-0    |
| 2024/25   | Copa Confederación de la CAF | Segunda ronda | CS Constantine | 0-2  | 0-1    | 0-3    |